# Dero floridana
Dero floridana är en ringmaskart som beskrevs av Harman 1971. Dero floridana ingår i släktet Dero och familjen glattmaskar. Inga underarter finns listade i Catalogue of Life.